# إبراهيم الديراوي
إبراهيم جاسم الديراوي المتخلص بـالسعد (1947 - 2016) (1366 - 5 شعبان 1437)، هو فقيه شيعي وشاعر عربي إيراني. ولد في المحمرة في عائلة متوسطة الحال ودرس في كتّابها. هاجر إلى قُم لإكمال دراسته الدينية في مدارسها الجعفرية. مال إلى الأدب العربي وأنشد بالعامية والفصحى. له عدة دواوين شعرية وأكثره في المدح والرثاء أهل البيت والأئمة الاثنا عشر وكان له ميول وطنية وعربية. دعم الثورة الإسلامية الإيرانية بعد سقوط الشاه في 1979 وبعده حظي بمكانة عالية في الثقافة الشعبية العربية في خوزستان. تم تكريمة من قبل وزارة الثقافة والإرشاد الإسلامي في ديسمبر 2014.  توفي في قم ودفن بمسقط رأسه، بمقابر مينوشهر. 

## مؤلفاته
من دواوينه الشعرية:
- درب الشمس
- گرگيعان
- إرث اليتيم
- الغريب
- على ضفاف كارون
- قصائد خالده: في مراثي أهل البيت عليهم السلام